# 達魯瑪克部落
Taromak-達魯瑪克部落，又稱大南社。位於臺灣臺東縣卑南鄉，為原住民魯凱族的傳統部落，也是臺東縣內魯凱族聚落，更是東魯凱族群的部落。行政區劃分上屬於卑南鄉東興村。其文化特色屬kalralisiya小米收穫祭、talraisi鞦韆祭及傳統alakowa男子集會所組織最為代表性。臺灣知名設計師/歌手陳世川即是東魯凱-達魯瑪克部落族人。

## 歷史

### 史前與荷西時期
根據魯凱族的傳說，最初魯凱族族人居住在臺灣東部，在雲豹與老鷹的指引之下，輾轉翻越了中央山脈北大武山來到今日的屏東縣好茶與霧臺等地區定居。因此相傳魯凱族的祖先最初在東部居住的地方便是肯杜爾山下的Taromak達魯瑪克，又稱為「Mikedola」，意指「像大山那麼雄偉」。
另一脈的傳說中認為，魯凱族最早發祥於中央山脈上的Taidrenger巴油池（又稱小鬼湖），後來此地發生災難族人流離失所，倖存的族人族群間在此一分為二，一部分的族人由雲豹帶領遷向中央山脈的西側下山，來到了屏東縣霧臺，好茶等地定居。另一部分族人則往中央山脈的東側移動來到海拔約海拔1946公尺的肯都爾山定居。
1650年間，達魯瑪克(大南社)正式被列入文獻紀載。當時荷蘭人入侵臺灣東部後，在人口戶籍資料中將大南社列為敵番，不敢任意侵犯其傳統領域。

### 清領時期
1874年，今日屏東縣恆春發生牡丹社事件，統治臺灣的清廷政府才開始重視臺灣的經營開發，此時東魯凱所在的部落被清廷政府正式定名為「大南社」。清領時期中葉，因原居住地的農耕過度使得地力喪失，東魯凱族群再移動到海拔約500到580公尺之間一個名為卡帕里瓦的地方定居，該地與今日達魯瑪克部落所在的卑南鄉東興村相距約10公里遠，此時的東魯凱勢力來到巔峰，北至鹿野溪與布農族傳統領域接壤，南至知本溪與排灣族傳統領域接壤，東至臺東三角洲平原與卑南族接壤，西至中央山脈主脊均為東魯凱的獵場。東魯凱族群在卡帕里瓦居住有數百年之久，並相傳部落內曾經發生過天花和霍亂等疾病傳染導致部落發生大規模族人死亡之事件。

### 日治時期
臺灣日治時期開始，1923年臺灣總督府以武力強行統治達魯瑪克部落，用炮擊的方式脅迫達魯瑪克族人屈服從山腰Kapaliwa卡帕里瓦部落迫遷至山腳。之後在1926年期間，總督府推動「番社集團移住」政策，將達魯瑪克部落一分為二，一部分族人被遷移到海拔約300公尺的兜，另一部分族人被遷移到海拔約150公尺的比利良。1941年至42年間，在將分割兩地的部落合併遷移到今日的達魯瑪克部落現址。
1941年，東台灣電氣興業株式會社開始推動大南發電所水力發電工程，施工期間曾招募鄰近的達魯瑪克部落族人來協助工程施作。
1945年，臺灣東部爆發水災，利嘉溪暴漲的洪水將部分達魯瑪克部落的住宅沖毀，災後受災的居民乃遷移到利嘉溪的南岸，建立新的部落定居，該部落稱為撒蘇爾雅Sasoaza。

### 戰後至今

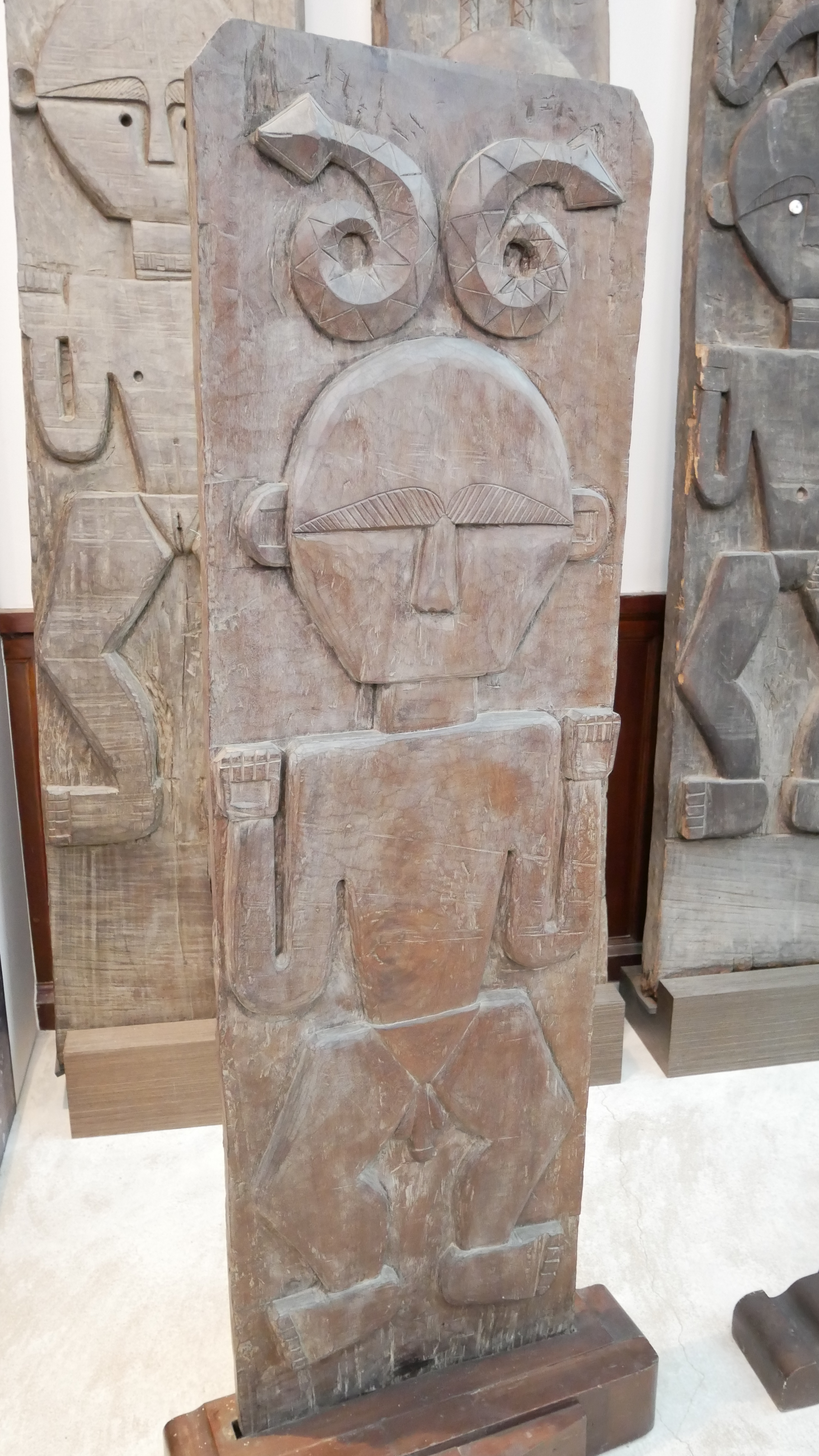
大南社男性祖先像木雕柱

1963年過後，臺灣警備總司令部東部警備總隊開始拓墾大南墾區，這段期間中許多外省籍退除役官兵因婚姻關係進入達魯瑪克部落居住造就了族群融合，加上外來宗教進入部落的影響，使得達魯瑪克傳統的魯凱部落文化面臨日趨消逝的危機。
1969年9月26日中秋節晚間，正逢颱風艾爾西過境臺灣，達魯瑪克部落的居民因颱風侵其而提早休息，村內有一名老人在煮食飼料打算餵豬，直到當晚11時未將餘燼熄滅不慎引發大火，由於颱風的風勢助長火苗迅速竄燒，而部落內的房屋又多是木造建築，因此頃刻間達魯瑪克部落全村陷入火海之中，造成全村燒燬148戶房屋，造成42名村民死亡，輕重傷55人，以及無家可歸者有754人。
災後臺東縣政府立即派員進駐災區，在附近的縣立豐田國小成立臨時收容所已暫時安置無家可歸的災民，並再調請中華民國國軍協助，在縣立大南國小的操場搭建臨時鐵皮屋近百棟安頓災民。災後5個月，1970年3月臺東縣政府以貸款之形式再達魯瑪克部落現址重建永久性的住宅，於隔年完工後災民重新進駐部落，後來也在部落出入口設立一座六角型紀念碑以資紀念。
達魯瑪克所在的卑南鄉大南村也因音譯上大南與「大難」雷同，因此改名為東興村，鄰近的台灣電力公司大南發電廠也順應縣政府之改名政策，易名為東興發電廠至今。
2016年行政院環保署補助臺東縣環保局舉辦的低碳永續家園社區競爭型比賽中，達魯瑪克部落榮獲第一名，並獎勵設置小型風力發電機於達魯瑪克部落巡守隊辦公室。
達魯瑪克部落於近年開始推動綠能部落之計畫，於2016年在部落的社區活動中心，部落進行了「百分百綠能部落」的體驗，以及長老教會初步完成兩套太陽能發電系統的架設。2017年9月23日正式成立達魯瑪克電力公司籌備處，首期的股本目標是新臺幣100萬元，目前已募得71萬元，約有4成股本為部落村民認股。隔日再啟用部落內天主教會屋頂的第三套太陽能發電系統。朝實現部落自主的達魯瑪克文化家園裡邁進。部落主席胡進德對此表示，期望部落電力可自給自足，以減輕部落每戶的用電經濟負擔。

## 部落概況
達魯瑪克部落地理環境上屬於利嘉溪左岸的河階地，環境自然生態豐富，周圍群山環繞，村內居民約有1,600位。在達魯瑪克部落上游約10公里的Kapaliwa舊社，在近年部落族群意識抬頭的情況之下，開始發起重建工作，至今已重建完成男子集會所、頭目家屋與祖靈屋等傳統建築。

## 重要祭典
達魯瑪克部落於每年的七月小米收穫祭暨鞦韆祭是年度的盛事，主要由達魯瑪克傳統組織-alakowa男子集會所籌備與運作。收穫祭的初始由alakowa男子集會所男子搖臀鈴遶部落報訊告知收穫祭的到來，會由部落傳統領袖帶領族人向達魯瑪克守護神祈禱。之後會點燃火把，以火把產生的白色煙霧引領守護神來到祭場。之後，傳統領袖會拿出小米和檳榔等祭品，帶到祭典開始前，族人架設好的鞦韆架四周祭祀，祈求祭典平安順利。收穫祭開始後會舉辦盪鞦韆活動，也象徵是達魯瑪克男女青年的戀愛季節，部落女子會穿戴華麗，再由男子以線牽引，來回於空中擺盪。

## 圖集

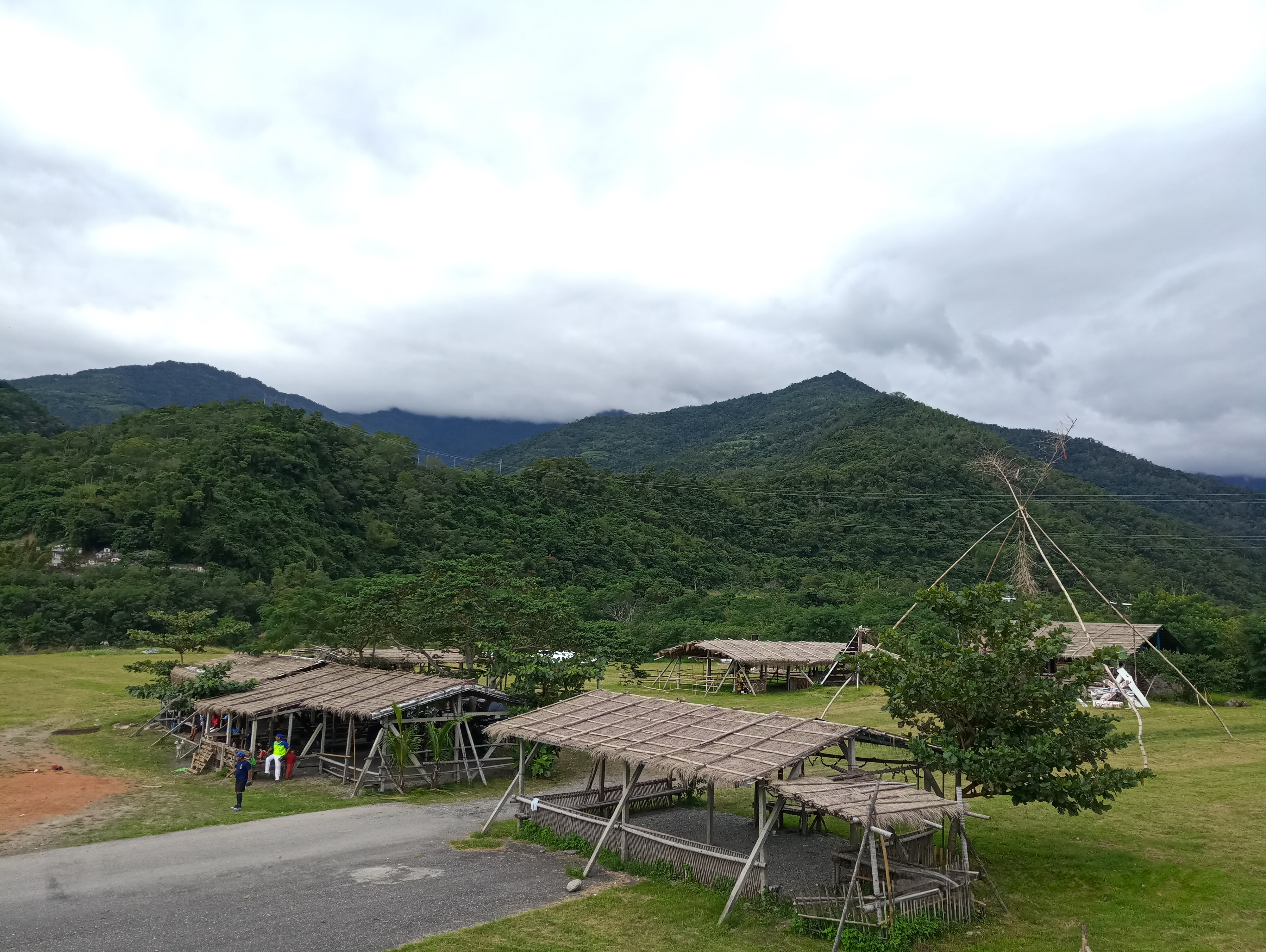
達魯瑪克部落聚會所
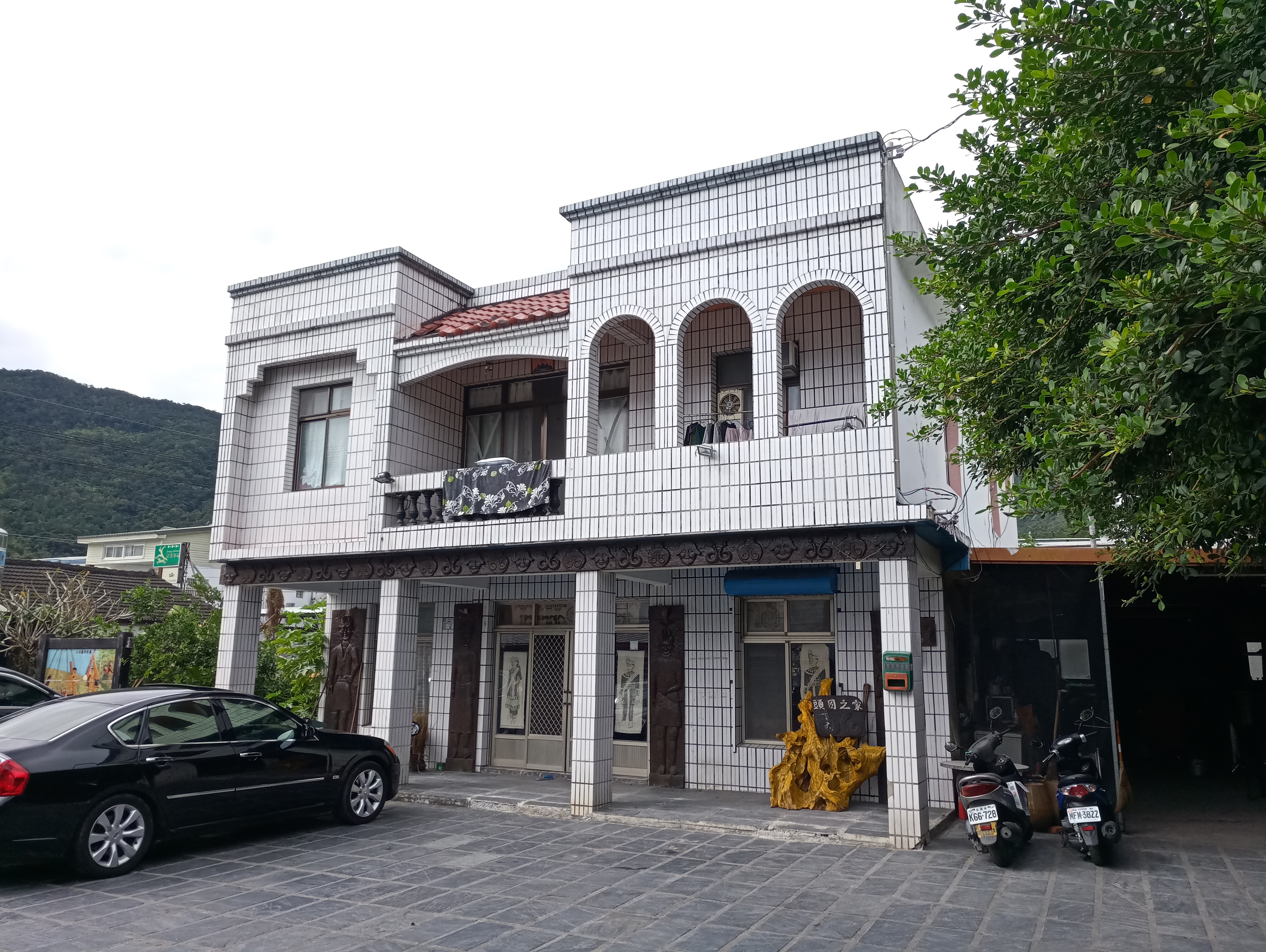
達魯瑪克部落頭目的家
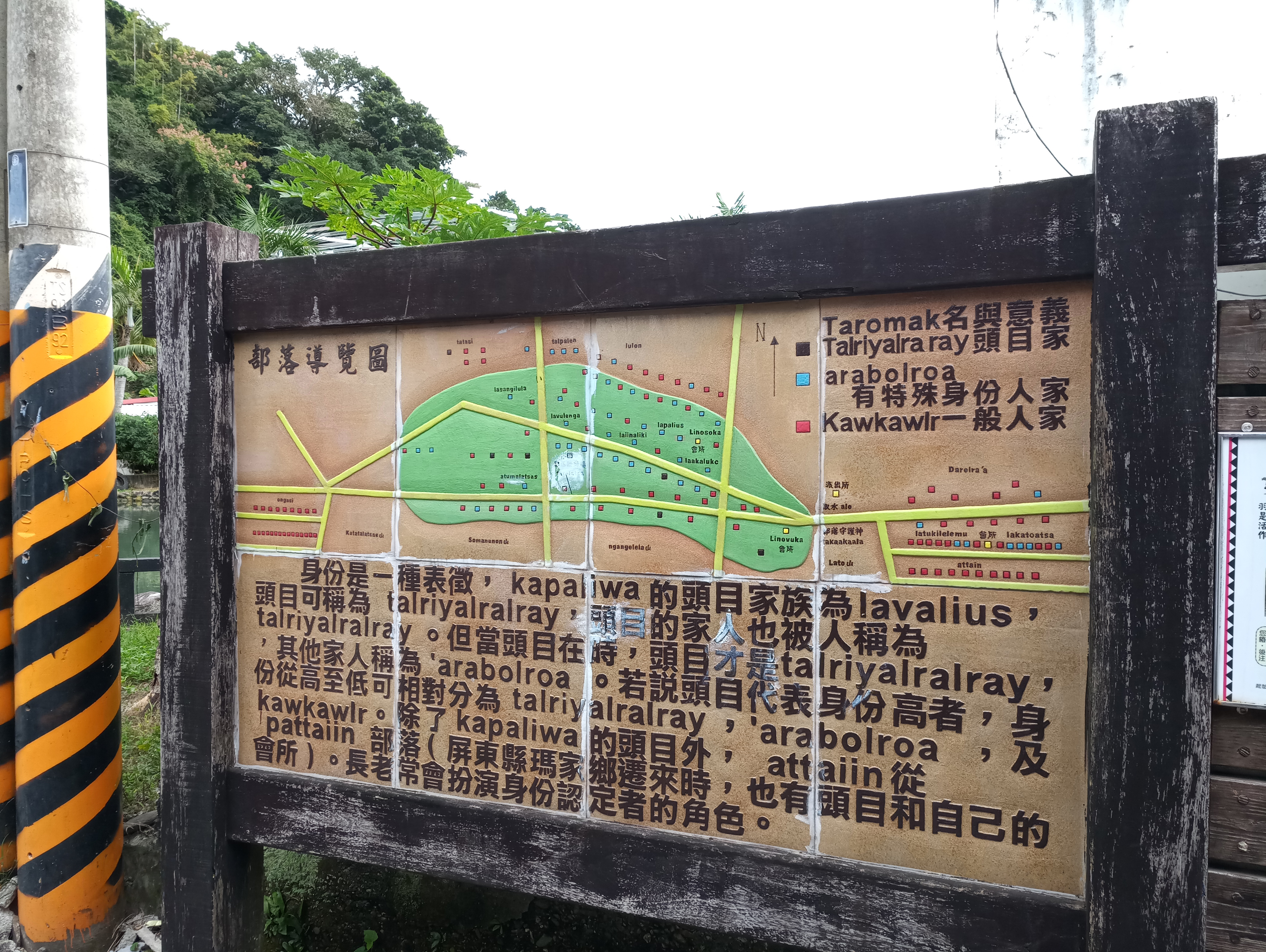
達魯瑪克觀光導覽解說牌
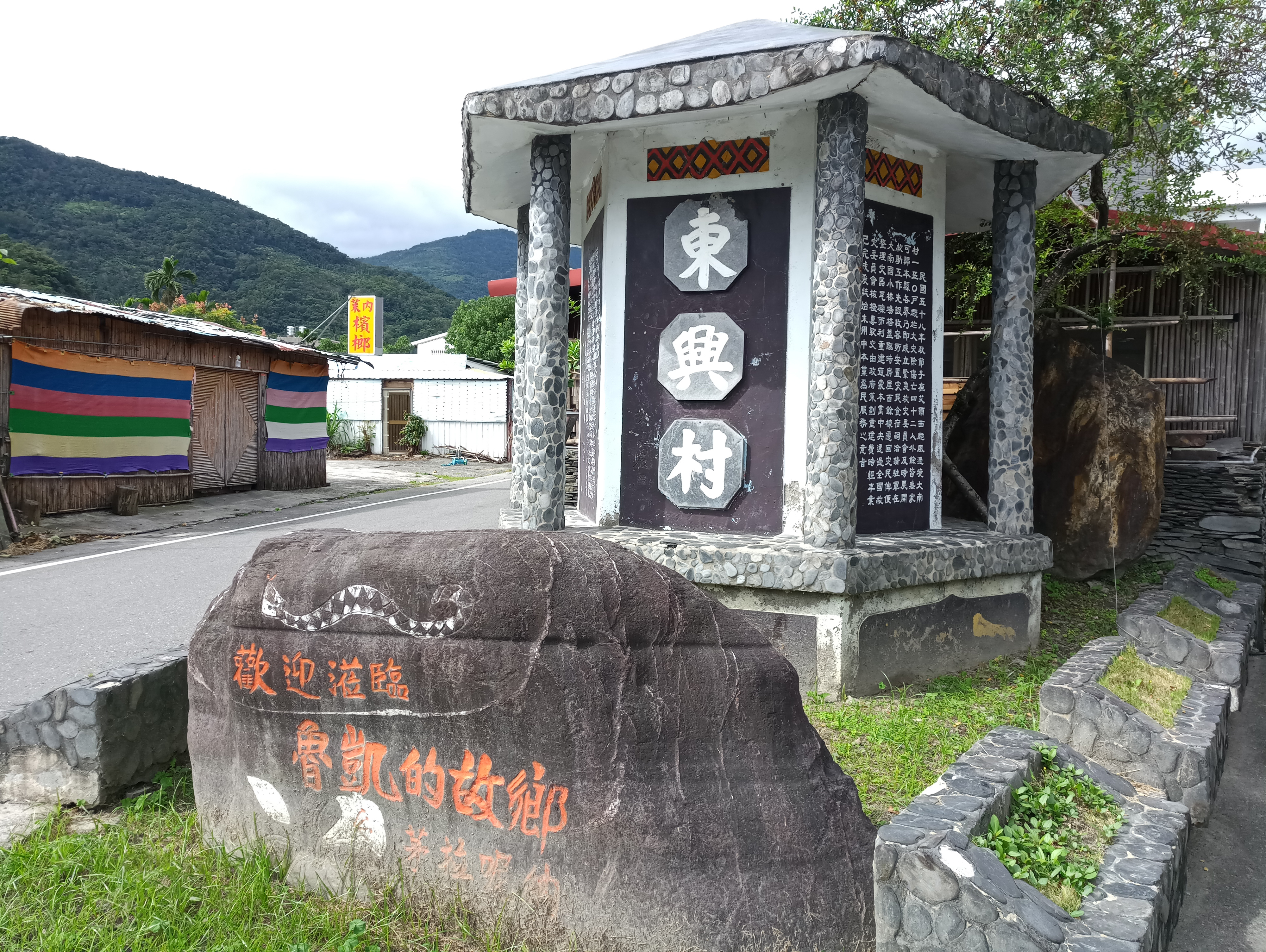
達魯瑪克火災紀念碑
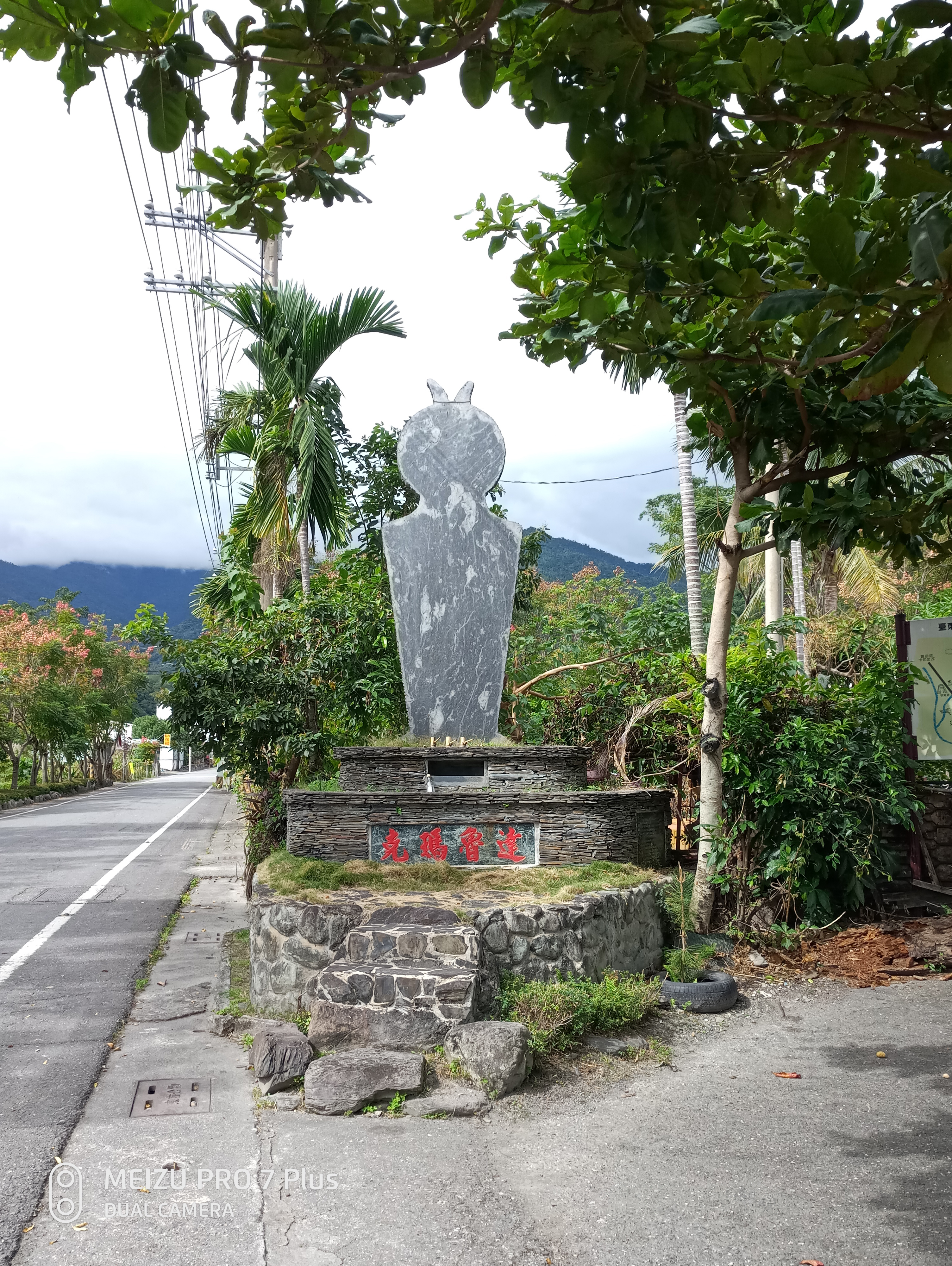
達魯瑪克紀念碑

## 資料來源
1. 1 2 3  . 臺東縣政府 臺東觀光網.   [2017-08-21] （中文（臺灣））.[永久]
2. 1 2  . 臺北市政府原住民族事務委員會.   [2017-08-21] （中文（臺灣））.[永久]
3. 1 2 3 4  . 國際珍古德教育及保育協會.   [2017-08-21]. （原始内容存档于2012-09-04） （中文（臺灣））.
4. 1 2 3 4 5 6  . 原民資訊資源網.   [2017-08-21]. （原始内容存档于2021-02-25） （中文（臺灣））.
5. ↑  張存薇. . 自由時報. 2015-09-11  [2017-08-21]. （原始内容存档于2021-03-02） （中文（臺灣））.
6. 1 2 3  靜立．揚歆. . 慈濟月刊 第329期. 1994-04-25  [2017-08-21]. （原始内容存档于2021-03-05） （中文（臺灣））.
7. ↑  黃明堂. . 自由時報. 2017-01-20  [2017-08-21]. （原始内容存档于2021-03-02） （中文（臺灣））.
8. ↑  楊馬倫. . 原住民新聞網. 2017-09-25  [2017-11-27]. （原始内容存档于2021-03-01） （中文（臺灣））.
9. ↑  . 行政院農業委員會臺東區農業改良場.   [2017-08-21] （中文（臺灣））.[永久]